# Sarraméa
Sarraméa ist eine Gemeinde in der Südprovinz in Neukaledonien. Die Gemeinde liegt auf der Hauptinsel Grande Terre. Die Orte heißen: Sarraméa (Hauptort), Petit Couli und Grand Couli.

## Bevölkerung
| Bevölkerungsentwicklung in Sarraméa (2009 geschätzt) | Bevölkerungsentwicklung in Sarraméa (2009 geschätzt) | Bevölkerungsentwicklung in Sarraméa (2009 geschätzt) | Bevölkerungsentwicklung in Sarraméa (2009 geschätzt) | Bevölkerungsentwicklung in Sarraméa (2009 geschätzt) | Bevölkerungsentwicklung in Sarraméa (2009 geschätzt) | Bevölkerungsentwicklung in Sarraméa (2009 geschätzt) | Bevölkerungsentwicklung in Sarraméa (2009 geschätzt) | Bevölkerungsentwicklung in Sarraméa (2009 geschätzt) | Bevölkerungsentwicklung in Sarraméa (2009 geschätzt) |
| ---------------------------------------------------- | ---------------------------------------------------- | ---------------------------------------------------- | ---------------------------------------------------- | ---------------------------------------------------- | ---------------------------------------------------- | ---------------------------------------------------- | ---------------------------------------------------- | ---------------------------------------------------- | ---------------------------------------------------- |
| Einwohner                                            | 255                                                  | 307                                                  | 331                                                  | 357                                                  | 483                                                  | 400                                                  | 486                                                  | 610                                                  | 684                                                  |
| Jahr                                                 | 1956                                                 | 1963                                                 | 1969                                                 | 1976                                                 | 1983                                                 | 1989                                                 | 1996                                                 | 2004                                                 | 2009                                                 |